# 本柳和也
本柳 和也（もとやなぎ かずや、1976年11月5日 - ）は、埼玉県越谷市出身の元プロ野球選手（投手）。

## 経歴

### プロ入り前
江川卓のファンだった父親の影響で野球を始めた。運動神経抜群で、少年野球チームでは遊撃手と投手兼任、越谷市立富士中学校では中堅手で先頭打者を務めたが、本人は投手を希望していた。
中学3年時、甲子園で春日部共栄高校の小柄な投手が好投する姿を見て同校への進学を決意した。高校時代は、土肥義弘の控え投手。2年時にチームは甲子園で準優勝するがベンチ入りならず、3年夏はベンチ入りして埼玉大会の準決勝では先発、決勝で浦和学院高等学校に0-7で敗れこの試合は登板なく甲子園出場を逃した。
その後、城西大学では3年春に1年上のエース・礒恒之と初優勝に貢献。大学選手権でも初戦敗退ながら2番手で登板。同期に小山田保裕、川井貴志がいた。その後は日本通運へ進んだ。日通の監督・杉本泰彦から心構えや投球術を学び、投手としての幅を広げた。都市対抗野球には補強を含めて3年連続出場して、2001年はベスト4。2001年のドラフト会議でオリックス・ブルーウェーブから9巡目指名を受け入団（契約金2000万円･年俸600万円）。

### プロ入り後
ルーキーイヤーの2002年はわずか4試合のみの登板だったが、翌2003年には40試合に登板し5勝をあげ、プロ初完封勝利も記録した。8月1日の福岡ダイエーホークス戦ではリリーフ登板し、プロ野球1試合ワースト記録の29失点目を記録した。
2004年は投球回数134･2/3で自身初の規定投球回数到達。しかし6勝11敗と大きく負け越し、防御率も5.61と振るわなかった。4月18日の大阪近鉄バファローズ戦(大阪ドーム)で先発を務めたが、試合前のスタメン発表で誤って「ほんごう」とコールされた。2005年からはオリックス・バファローズと契約。
2005年は故障のため12試合の登板にとどまったが、防御率は1.40の好成績を収め、プロ初セーブも記録した。
2006年は先発・リリーフで25試合に登板、3勝2敗・防御率3.69の成績をあげる。7月10日のロッテ戦で、ベニー・アグバヤニに死球をぶつけてあわや乱闘寸前までになったものの、その後ベニーが一塁ベンチの裏側まで来て、謝罪し握手を交わすというエピソードがあり、本柳は「ベニーはめちゃくちゃイイ選手です」と語っている。
2007年はリリーフに専念。開幕から勝ちパターンの中継ぎとして定着し、49試合に登板して防御率3.21と安定した成績を残した。
2008年も開幕から勝ちパターンの中継ぎとして活躍。チーム2位の58試合に登板し、特に交流戦では24試合中17試合に登板するタフさを発揮したが、防御率4.20と悪化した。
2009年6月10日の巨人戦で、2006年8月9日の西武戦以来、1036日ぶりに先発登板を果たしたが、2回3失点で敗戦投手に。同年は結局は僅か6試合の登板で、防御率16.88に終わり、翌2010年は一軍登板が無くシーズン終了後の10月2日、戦力外通告を受けた。

### 引退後
現役引退後は会社員へ転身し、京都府舞鶴市に在住していたが、2015年より、元オリックス・高見澤考史が代表を務める有限会社アーデルバッティングドームに勤める。

2022年より城西大学時代の先輩である志賀康雄氏が監督を務める駿河台大学硬式野球部のコーチに就任。

## 選手としての特徴・人物
独特の左足を上げた際に右足踵を浮かせるヒールアップ投法から繰り出す最速148km/hの直球に、決め球のスライダー、カーブ、フォーク、シュートといった多彩な変化球を交えた強気な投球が持ち味の本格派投手。
「球界一の不機嫌ピッチャー｣と称され、マウンド上では険しい表情を見せ闘争本能を剥き出しにする。しかし、マウンドを降りるとファンサービスにも熱心な好人物である。
2004年4月25日のロッテ戦で川越英隆が、720日ぶりの勝利を挙げた際には男泣きするほど熱い性格。実は本柳は翌日の先発投手であり、本来なら途中で上がる日であったが「こんな試合、見ずに帰ることなんて出来ませんよ」とそのまま最後まで試合を観戦していた。
2007年10月13日に結婚した。妻はプロゴルファーの高井陽子で、高井とは同じプロスポーツ選手同士で励まし会い、アドバイスを受けることもあった。

## 詳細情報

### 年度別投手成績
| 年 度     | 球 団      | 登 板 | 先 発 | 完 投 | 完 封 | 無 四 球 | 勝 利 | 敗 戦 | セ 丨 ブ | ホ 丨 ル ド | 勝 率 | 打 者 | 投 球 回 | 被 安 打 | 被 本 塁 打 | 与 四 球 | 敬 遠 | 与 死 球 | 奪 三 振 | 暴 投 | ボ 丨 ク | 失 点 | 自 責 点 | 防 御 率 | W H I P |
| --------- | ---------- | ----- | ----- | ----- | ----- | -------- | ----- | ----- | -------- | ----------- | ----- | ----- | -------- | -------- | ----------- | -------- | ----- | -------- | -------- | ----- | -------- | ----- | -------- | -------- | ------- |
| 2002      | オリックス | 4     | 2     | 0     | 0     | 0        | 0     | 1     | 0        | --          | .000  | 57    | 13.0     | 18       | 4           | 2        | 0     | 0        | 16       | 0     | 0        | 11    | 11       | 7.62     | 1.54    |
| 2003      | オリックス | 40    | 7     | 2     | 1     | 0        | 5     | 2     | 0        | --          | .714  | 469   | 108.2    | 125      | 11          | 25       | 2     | 3        | 75       | 4     | 2        | 64    | 56       | 4.64     | 1.38    |
| 2004      | オリックス | 29    | 20    | 2     | 0     | 1        | 6     | 11    | 0        | --          | .353  | 599   | 134.2    | 170      | 22          | 32       | 2     | 13       | 86       | 2     | 1        | 91    | 84       | 5.61     | 1.50    |
| 2005      | オリックス | 12    | 3     | 0     | 0     | 0        | 0     | 1     | 1        | 0           | .000  | 95    | 25.2     | 20       | 3           | 2        | 0     | 0        | 14       | 0     | 0        | 4     | 4        | 1.40     | 0.86    |
| 2006      | オリックス | 25    | 7     | 0     | 0     | 0        | 3     | 2     | 0        | 1           | .600  | 309   | 75.2     | 69       | 11          | 18       | 1     | 2        | 47       | 1     | 1        | 34    | 31       | 3.69     | 1.15    |
| 2007      | オリックス | 49    | 0     | 0     | 0     | 0        | 3     | 2     | 1        | 15          | .600  | 248   | 61.2     | 55       | 5           | 12       | 3     | 2        | 55       | 3     | 0        | 22    | 22       | 3.21     | 1.09    |
| 2008      | オリックス | 58    | 0     | 0     | 0     | 0        | 2     | 7     | 0        | 11          | .222  | 299   | 70.2     | 70       | 8           | 17       | 3     | 2        | 55       | 0     | 1        | 35    | 33       | 4.20     | 1.23    |
| 2009      | オリックス | 6     | 1     | 0     | 0     | 0        | 0     | 2     | 0        | 1           | .000  | 41    | 8.0      | 14       | 2           | 5        | 0     | 0        | 2        | 0     | 0        | 15    | 15       | 16.88    | 2.38    |
| 通算：8年 | 通算：8年  | 223   | 40    | 4     | 1     | 1        | 19    | 28    | 2        | 28          | .404  | 2117  | 498.0    | 541      | 66          | 113      | 11    | 22       | 350      | 10    | 5        | 276   | 256      | 4.63     | 1.31    |

- 各年度の太字はリーグ最高

### 記録
- 初登板：2002年7月22日、対千葉ロッテマリーンズ15回戦（千葉マリンスタジアム）、6回裏2死に4番手で救援登板・完了、2回1/3を1失点
- 初奪三振：同上、6回裏に初芝清から
- 初先発：2002年9月24日、対西武ライオンズ25回戦（グリーンスタジアム神戸）、6回4失点で敗戦投手
- 初勝利：2003年8月10日、対大阪近鉄バファローズ20回戦（Yahoo! BBスタジアム）、4回表に2番手で救援登板、3回1/3を1失点
- 初先発勝利・初完投勝利・初完封勝利：2003年9月5日、対大阪近鉄バファローズ24回戦（Yahoo! BBスタジアム）
- 初セーブ：2005年8月23日、対東北楽天ゴールデンイーグルス15回戦（フルキャストスタジアム宮城）、9回裏1死に5番手で救援登板・完了、2/3回無失点
- 初ホールド：2006年9月3日、対千葉ロッテマリーンズ18回戦（京セラドーム大阪）、6回表に2番手で救援登板、1回2/3を無失点

### 背番号
- 34 （2002年 - 2010年）

## 参考資料
- ベースボールマガジン社『週刊ベースボール』2008年9月22日号 「白球入魂 チームを下から支える 本柳和也」35-39ページ